# 劳恩堡公国县
劳恩堡公国县（Kreis Herzogtum Lauenburg）是德国石勒苏益格-荷尔斯泰因州的一个县，得名于历史上的劳恩堡公国，首府拉策堡。